# KW Большой Медведицы
KW Большой Медведицы (лат. KW Ursae Majoris), HD 102355 — одиночная переменная звезда в созвездии Большой Медведицы на расстоянии приблизительно 363 световых лет (около 111 парсеков) от Солнца. Видимая звёздная величина звезды — от +6,86m до +6,83m.

## Характеристики
KW Большой Медведицы — жёлто-белая пульсирующая переменная звезда типа Дельты Щита (DSCTC) спектрального класса F0.